# Cross-promotion
Cross-promotion (англ.) — перекрёстное продвижение, технология продвижения компании (товара), когда две или более компаний реализовывают совместные программы, направленные на стимулирование сбыта или повышение осведомлённости.

## Преимущества cross-promotion
Использование cross-promotion позволяет получить следующие преимущества:
1. Экономия рекламного бюджета
2. Повышение осведомленности о вашей компании
3. Увеличение объёма продаж
4. Расширение клиентской базы
5. Снижение стоимости рекламного контакта
6. Доступность дорогостоящих видов рекламы (особенно актуально для компаний малого бизнеса)
7. Объединение «маркетинговых умов» партнёров

## Формы cross-promotion
1 Совместная рекламная кампания. В этом случае компании, как правило, указывают своих партнёров в своих рекламных материалах, а иногда делают и совместные рекламные материалы. Например, средство против накипи Calgon упоминалось во многих роликах производителей стиральных машин.
2 Совместные дисконтные (бонусные) программы. Могут быть реализованы как в форме предоставления скидок клиентам партнёра, так и в форме единого дисконтного клуба, объединяющего много партнёров. Например, компания Аэрофлот реализует совместную бонусную программу с сетью отелей Кемпински.
3 Совместная рекламная акция. Как и в случае совместной рекламной кампании партнёры объединяют свои усилия в продвижении своих компаний (продуктов). Например, компании Opel и Mango (женская одежда) провели совместную презентацию, в ходе которой была представлена новая коллекция одежды и новая марка автомобиля.

## Выбор партнёра
Наиболее важный элемент cross-promotion — это выбор партнёра, так как именно от правильного выбора партнёра зависит успешность и эффективность кампании. При выборе партнёра необходимо руководствоваться несколькими критериями:
1. Партнёры не должны быть конкурентами.
2. Партнёры должны иметь общую целевую аудиторию.
3. Партнёры должны быть в одном ценовом сегменте.

## Кросс-промо в СМИ
Исследование 2001 года, проведенное Project for Excellence in Journalism, показало, что американские СМИ, как правило, освещают товары и услуги своей компании гораздо чаще, чем другие, но заявляют об этом только в 15% случаев. Например, у CBS было почти в два раза больше шансов продавать продукты Viacom, чем у ABC и NBC вместе взятых.
В «Flat Earth News» (2009) Ник Дэвис писал, что и Тайни Роуленд, и Роберт Максвелл регулярно вмешивались в работу своих британских газет, чтобы поддержать свои деловые интересы. Британская компания Private Eye ведет регулярную колонку «I Sky», посвященную перекрестному продвижению британских газет News Corporation (The Sun и The Times), уделяя особое внимание ссылкам на телевизионную сеть корпорации Sky.
Поглощение Ричардом Десмондом Channel 5 в 2010 году через его компанию Northern & Shell было частично мотивировано возможностями перекрестного продвижения с его газетами (Daily Express и Daily Star) и журналами (включая OK!); он пообещал сумму, эквивалентную 20 миллионам фунтов стерлингов, за продвижение канала и его шоу в рамках маркетинговой кампании в публикациях Northern & Shell. Один комментатор предупредил, что «читатели будут засыпаны ссылками на Five. Возможности для перекрестного продвижения между его публикациями и телеканалом огромны».
Comcast использует стратегии перекрестного продвижения, известные как «Симфония» (на внутренних собраниях обычно используются изображения Артуро Тосканини, который руководил Симфоническим оркестром NBC), чтобы координировать продвижение контента NBCUniversal на всех своих платформах и ресурсах.